# جو عطارد

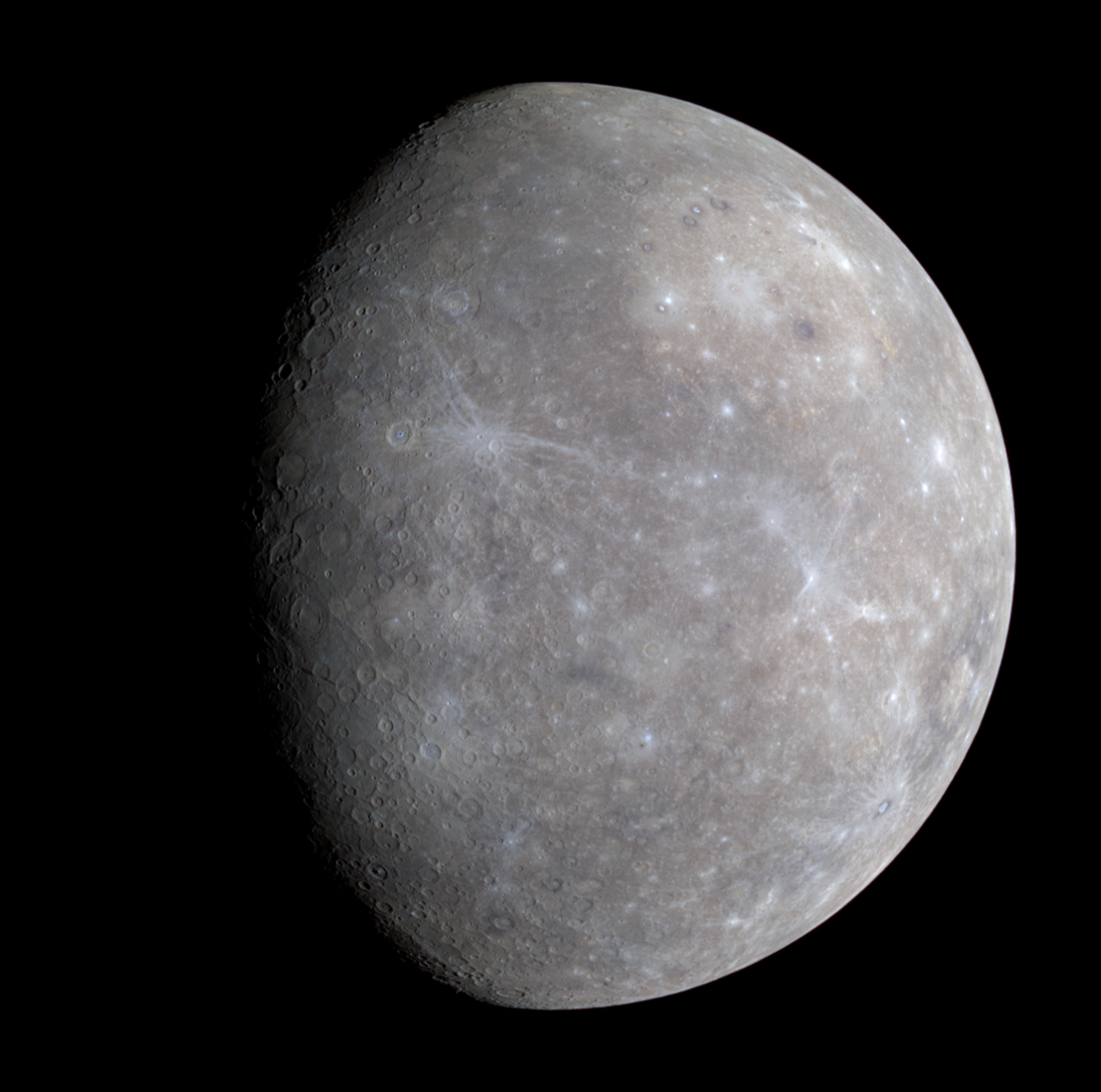
عطارد

جو عطارد (به انگلیسی: Atmosphere of Mercury) از ۴۲ درصد اکسیژن، ۲۹ درصد سدیم، ۲۲ درصد هیدروژن، ۶ درصد هلیم و ۱ درصد پتاسیم و دیگر گازها تشکیل شده‌است. متوسط دمای سطح آن ۱۶۷ درجه سانتی گراد است. عطارد گرانش ضعیف و جو بسیار رقیقی دارد. این سیاره در نزدیک‌ترین حالت به خورشید می‌تواند دمایی بیش از ۴۵۰ درجه سانتی گراد داشته باشد. به دلیل جو بسیار رقیق سیاره که حرارت را نگه نمی‌دارد، در شب دمای آن به ۱۸۰- درجه سانتی گراد می‌رسد. سنگ‌های ترک خورده و خردشده سطح عطارد به دلیل همین تغییر ۶۰۰ درجه‌ای دما در شب و روزهای طولانی آن است. 